# Tharsis Tholus
Tharsis Tholus – średniej wielkości wulkan tarczowy na Marsie o wymiarach podstawy 155 × 126 km. Wulkan po stronie zachodniej mierzy do 9 km wysokości. Znajduje się na 13,5° szerokości areograficznej północnej oraz 91° długości areograficznej zachodniej. Tharsis Tholus jest położony na obrzeżach rejonu Tharsis.

## Przypisy

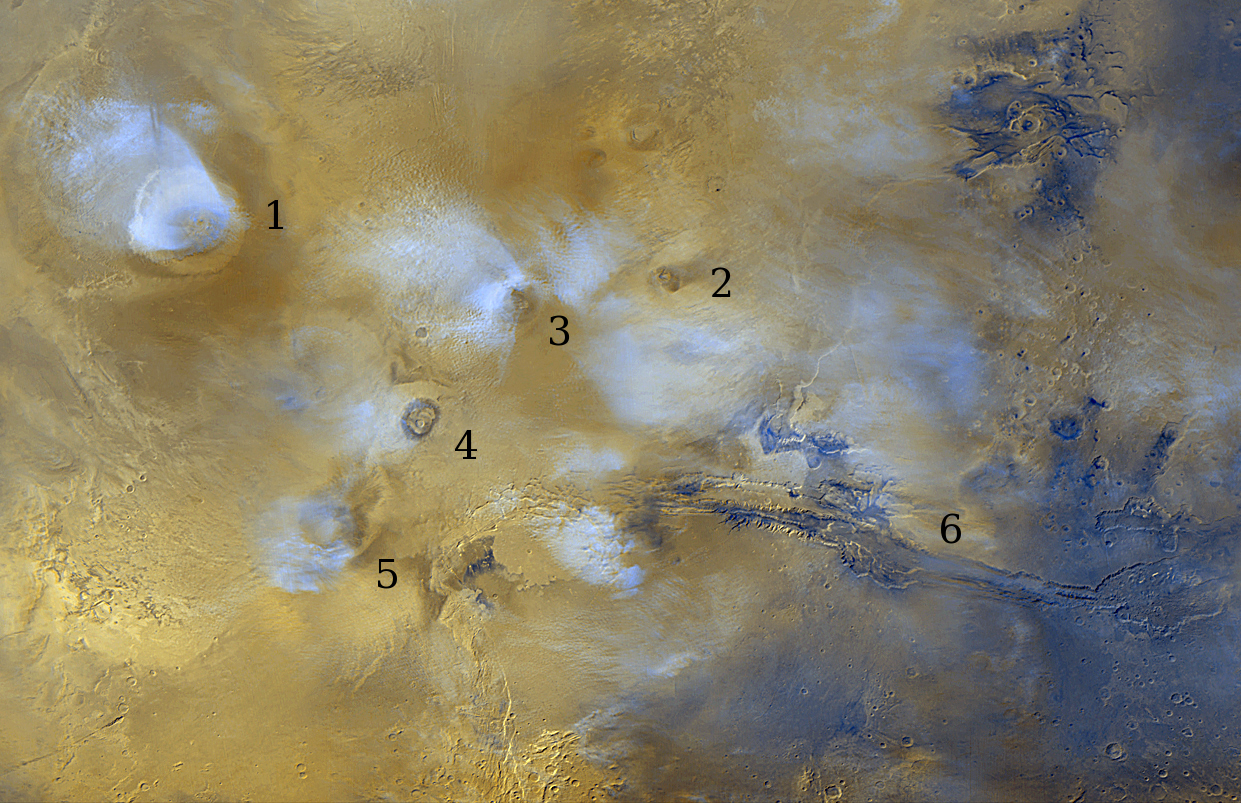
Mapa regionu Tharsis:
1. Olympus Mons
2. Tharsis Tholus
3. Ascraeus Mons
4. Pavonis Mons
5. Arsia Mons
6. Valles Marineris